# Carl Zetterström (donator)
Carl Zetterström, född 16 maj 1767 i Rödöns socken, död 9 november 1829 i Uppsala, var en svensk läkare, professor vid Uppsala universitet, bibliofil och donator.

## Biografi
Zetterström föddes i soldattorpet Bytorpet i By på Rödön i Jämtland som son till ryttaren vid Jämtlands kavallerikompani Nils Säterström och dennes hustru Karin Carlsdotter. Han började i Frösö trivialskola från 12 års ålder och därefter i Härnösands gymnasium. Som student vid Uppsala universitet 1789 fick Zetterström en informatorsplats hos läkaren  Henrik Gahn d.ä. i Stockholm och utvecklade där sitt intresse för medicin. Då han återvänt till studierna i Uppsala avlade han 1796 kandidatexamen i medicin och blev året därefter medicine licentiat och medicine doktor. 1802 utnämndes han till adjunkt i teoretisk och praktisk medicin vid Uppsala universitet samt erhöll 1813 professors titel. Efter ytterligare sju år befordrades han till medicine professor, en befattning han behöll till sin död. Han var hedersledamot av Collegium medicum i Stockholm 1813, ledamot av Kungliga Vetenskapsakademien 1815, med flera vetenskapliga sällskap, både i Sverige och andra länder.
Genom Gahn hade han insett värdet av vaccinationen och 1815 belönades han med hedersmedaljen i silver för visat nit för vaccinationens främjande. Detta gav även upphov till hans 1816–1821 utkomna arbete Initia historiæ vaccinationis in Suecia, vilket utgör 20 disputationer i ämnet. Zetterström gjorde sig också känd som understödjare av den så kallade prästmedicinen, där tanken var att åstadkomma elementär läkarvård på landsbygden genom att ge alla präster enklare kunskaper i medicin.
Zetterström är begravd på Vaksala kyrkogård.

## Zetterströmska biblioteket
Zetterström var en skicklig läkare och universitetslärare, men hade nästan ännu större rykte som bokkännare. Han samlade böcker och de värdefullaste förvarade han i en vrå i Uppsala domkyrka för att undgå brandfaran. Vid sin död efterlämnade han et rikt bibliotek av värdefulla arbeten som han donerade till sin hembygd och som blev grunden till Jämtlands bibliotek.
Zetterströmska biblioteket på Frösön uppfördes 1830 i överensstämmelse med Zetterströms testamente, i vilket han krävde ett stenhus på grund av brandfaran. Bibliotekshuset uppfördes efter mönster av ett romerskt podiumtempel. Frösö trivialskola låg sedan tidigare intill platsen och redan 1816 hade Kungl. Maj:t beslutat att inrätta Jämtlands bibliotek, som blev Sveriges första länsbibliotek. Vårvintern 1833 ordnades en karavan med hästslädar från Uppsala till Frösön. Det var 12 000 volymer lastade i 17 boklårar och i varje lår fanns 700 volymer. Transportör var bonden Daniel Månsson från byn Förberg i Revsunds socken. Transporten tog två veckor och Carl-Göran Ekerwald har beskrivit "...denna långsamma procession – Caesar och Cicero, Cornelius Nepos och Vergilius...". Ingen lår gick sönder utan Daniel Månsson kunde leverera alla böcker utanför ingången till biblioteket på Frösön den 18 mars 1833. År 1847 flyttades trivialskolan till Läroverkshuset i Östersund. Zetterströmska biblioteket blev dock kvar på platsen. Vissa böcker flyttades emellertid till det nya skolbiblioteket i Östersund (nu Wargentinsskolan). År 1912 flyttades Zetterströmska boksamlingen till det då nya länsbiblioteket i Östersund (idag Ahlbergshallen), och år 1958 flyttades böckerna in i dagens moderna bibliotek.

### Fotnoter
1. 1 2  Rödöns kyrkoarkiv, Födelse- och dopböcker, SE/ÖLA/11090/C/3 (1751-1819), bildid: A0016752_00074, sida 135, födelse- och dopbok, läs onlineläs online, läst: 4 juli 2019.[källa från Wikidata]
2. ↑  Carl-Göran Ekerwald, Jämtarnas land, 1980, s. 44.